# Reims-Gueux
Reims-Gueux byl závodní okruh v obci Gueux ve Francii. Jezdilo se zde Grand Prix Francie v letech 1932 až 1966. Konalo se zde i 12h of Reims. Okruh se nacházel v regionu Grand Est a měřil 8,302 km.

## Historie
První závod – „Grand Prix de la Marne“ – zde proběhl v roce 1926. Původní okruh měřil 7,816 km a cílová čára se nacházela na silnici D27.
Před Grand Prix Francie roku 1938 byl okruh upraven pro rychlejší jízdu a bylo pokáceno mnoho stromů. Po této rekonstrukci skončilo pořádání GP Francie na tomhle okruhu.
V roce 1947 se vrátilo pořádání velkých cen na okruhu, v roce 1948–1949 zde byly testovány první formule, v té době se v zatáčkách Gueux / La Garenne a Thillois stavěly nové tribuny. V roce 1950 se zde konal závod, ale po šestém kole se zjistilo, že okruh nevyhovuje zrychlujícím se technologiím Formule 1. Proto na okruhu začala rozsáhlá rekonstrukce.

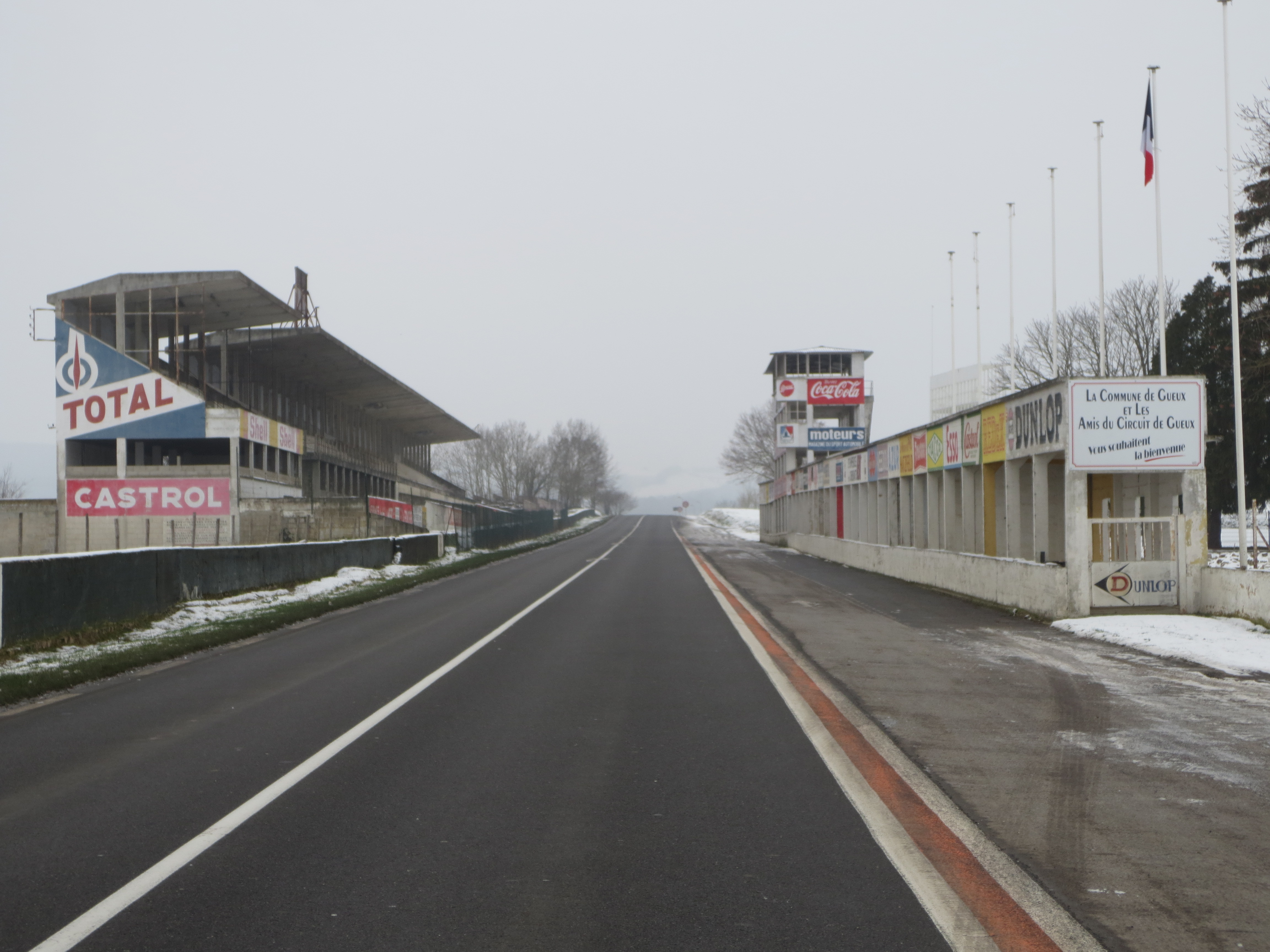
Pohled na Boxovou uličku

V roce 1952 byla trať překonfigurována tak, aby obcházela obec Gueux, přes (tehdy) nový úsek D26, čímž se okruh zkrátil na délku 7,152 km. Okruh byl přejmenován na „Circuit de Reims“. Pokračovaly též přípravy na „12h of Reims“, což také znamenalo prodloužení silnice D26 na novou křižovatku „La Garenne“ (asi 1,2 km na západ on původní zatáčky „La Garenne“), což mělo za následek prodloužení okruhu na délku 8,372 km. Poslední úprava proběhla roku 1954, kdy došlo k rekonstruování zatáček „La Garenne“ a „Thillois“, čímž byla stanovena kratší a konečná délka okruhu 8,302 km.
Poslední velká cena Formule 1 se zde jela v roce 1966, ostatní soutěže sportovních vozů zde skončily v roce 1969 a motocyklové závody pokračovaly další 3 roky. V roce 1972 byl okruh zrušen z finančních důvodů.